# 迈克尔·哈特尼特
迈克尔·哈特尼特（英語：Michael Hartnett，1982年6月3日—），澳大利亚男子篮球运动员。他曾代表澳大利亚参加2008年和2012年夏季残疾人奥林匹克运动会轮椅篮球比赛，获得一枚金牌和一枚银牌。